# Torneo de Memphis 2012
El Torneo de Memphis es un evento de tenis perteneciente al ATP World Tour de la serie ATP World Tour 500 y en la WTA a los WTA International Tournaments. Se disputó entre el 20 y el 26 de febrero en Memphis (Estados Unidos).

## Campeones
- Individuales masculinos:  Jurgen Melzer derrotó a  Milos Raonic por 7-5 y 7-6(5).

- Individuales femenino:  Sofia Arvidsson derrotó a  Marina Erakovic por 6-3 y 6-4.

- Dobles masculinos:  Max Mirnyi /  Daniel Nestor derrotaron a  Ivan Dodig /  Marcelo Melo por 4-6, 7-5 y [10-7].

- Dobles femenino:  Andrea Hlavackova/ Lucie Hradecka derrotaron a  Vera Dushevina / Olga Govortsova por 6-3 y 6-4.